# Cyathissa dulcinia
Cyathissa dulcinia är en fjärilsart som beskrevs av Dyar 1921. Cyathissa dulcinia ingår i släktet Cyathissa och familjen nattflyn. Inga underarter finns listade i Catalogue of Life.